# Italienisches Judentum während des Faschismus (1922–1945)
Das italienische Judentum während des Faschismus (1922–1945) war im Gegensatz zur Lage im nationalsozialistischen Deutschland nicht von Anfang an diskriminierenden Maßnahmen des Staates unterworfen. Die antijüdischen Gesetze in Italien wurden erst 1938 eingeführt. Von 1922 bis 1938 waren die Juden in Italien den übrigen Italienern gleichgestellt.
Die liberalen Bewegungen und die Nationalstaatsbildung im 19. Jahrhundert in Italien förderten das jüdische Streben nach gesellschaftlicher Gleichstellung und beendeten die jahrhundertelange Diskriminierung und Verfolgung der Juden. Italienische Juden, die ca. 0,1 % der Gesamtbevölkerung Italiens ausmachten, leisteten einen entscheidenden Beitrag zur Einigung Italiens und waren von Anfang an in jedem Bereich der italienischen Gesellschaft präsent und vollumfänglich integriert. Über 800 jüdische Soldaten und Offiziere wurden im Ersten Weltkrieg ausgezeichnet. Auch der Übergang zum Faschismus nach dem Marsch auf Rom hatte keine negativen Einflüsse auf die gesellschaftliche Stellung der Juden. Patriotismus, Treue und Loyalität prägten mehrheitlich das Verhältnis der italienischen Juden zum faschistischen Regime, eine Kontinuität, die erst durch die Einführung der antijüdischen Gesetze im Jahre 1938 unterbrochen wurde. Die Rassengesetze blieben auch nach dem Sturz Mussolinis in Kraft. Infolge der deutschen Besetzung Italiens am 8. September 1943 wurden bis Ende des Krieges insgesamt ca. 8000 italienische und ausländische Juden aus Italien in die Vernichtungslager deportiert.

## Italienische Nationalbewegung, Beteiligung der Juden an den Unabhängigkeitskriegen, Emanzipation
Im Laufe der Jahrhunderte schwankte die Stellung der Juden in Italien zwischen Duldung, Intoleranz, Verfolgung und Protektion. Tendenziell fand Verfolgung eher vonseiten der päpstlichen Macht statt, Protektion erfolgte eher durch aufgeklärte Fürsten, so etwa ab 1848 im Königreich Sardinien. Die jüdische Gemeinde Italiens umfasste gegen Mitte des 19. Jahrhunderts ca. 40.000 Personen. Der Risorgimento mit seiner liberalen, laizistischen und antiklerikalen Prägung stellte eine optimale Grundlage für die Verwirklichung des jüdischen Strebens nach gesellschaftlicher Gleichstellung und dem Ende der Diskriminierung dar.
Viele Juden unterstützten von Anfang an aktiv die italienische Nationalbewegung und leisteten einen entscheidenden Beitrag zur Einigung Italiens. Zum Beispiel sollen ca. 400 Juden im Gefolge von Garibaldi gewesen sein und einige Hunderte jüdischer Soldaten und Offiziere nahmen an mehreren Kampfhandlungen teil. Hatte der Risorgimento den Juden die Emanzipation und die vollen Bürgerrechte gebracht, so ging es nach 1870, als mit der Eroberung Roms auch das Ghetto der römischen Juden aufgelöst wurde, darum, am Aufbau des Einheitsstaates mitzuwirken. Die jüdischen Gemeinden waren vor allem städtisch und gehörten mehrheitlich dem Bürgertum an; sie hatten einen für italienische Verhältnisse hohen Bildungsstand. Mit der Einigung Italiens im Königreich Savoyen-Piemont erfolgte die Integration der Juden rasch und kapillar in allen Bereichen des gesellschaftlichen Lebens, in Wirtschaft, Verwaltung, Politik und im Heer. Bereits 1895 zählte das Heer 700 jüdische Offiziere. In den Jahrzehnten vor dem Faschismus gab es jüdische Regierungschefs, Außenminister, Kriegsminister, Bürgermeister und Politiker. Ferner waren sie im Rechts-, Versicherungs- und Bildungswesen und auch in der Kunst tätig. Am Ersten Weltkrieg nahmen 5500 Juden teil, 450 davon mit Auszeichnung (5 Gold-, 207 Silber- und 238 Bronzemedaillen). Im Jahre 1920, am Vorabend des Faschismus, standen über 3200 Juden im Staatsdienst, davon 267 beim Heer und 117 bei der Marine.
Die jüdische Bevölkerung Italiens seit der nationalen Einheit war sehr klein und betrug ca. 0,1 % der Gesamtbevölkerung. Italien zählte im Jahre 1911 weniger als 26.000 Juden, weniger als 43.000 im Jahre 1936 und 46.656 Personen jüdischen Glaubens im Jahre 1938; davon waren 9541 Ausländer.

## Juden Italiens von 1922 bis zu Beginn der 1930er Jahre

### Frühe Zustimmung zum Faschismus
Die Juden Italiens lebten vor allem in großen und mittelgroßen Städten. Im Jahre 1931 befanden sich die größten Gemeinden in Rom, Mailand, Triest, Turin, Florenz, Venedig und Genua. Beruflich waren sie unter anderem im Handel und im Versicherungs- und Bildungswesen, in der Armee und in den freien Berufen vertreten. Der Integrationsgrad der jüdischen Minderheit zeigt sich auch in einer überdurchschnittlich hohen Anzahl gemischter Ehen.
Der erfolgreiche Integrationsprozess in der italienischen Gesellschaft und der hohe Identifikationsgrad der Juden mit dem italienischen Staat wurde durch den Faschismus nicht unterbrochen, zumal die religiöse Zugehörigkeit sehr lange kein Thema war. Die Haltung des italienischen Judentums gegenüber dem Faschismus entsprach weitgehend der Haltung der übrigen Italiener und entsprang der vollkommenen Gleichstellung der jüdischen Minderheit.
Von Anfang an wandten sich patriotisch gesinnte Juden dem aufkommenden Faschismus zu. Zahlreiche Italiener jüdischen Glaubens unterstützten schon 1919 die faschistische Bewegung auch finanziell. An der Gründung der fasci di combattimento im März 1919 nahmen fünf Juden teil. 230 von ihnen nahmen im Oktober 1922 an Mussolinis Marsch auf Rom teil. Man sah im Faschismus keine Bedrohung des Judentums.
Eine weitere Begründung für die breite Zustimmung zum Faschismus liegt darin, dass die Juden in der Regel – mit Ausnahme der Juden Roms – der Mittelschicht angehörten. Die Gegnerschaft zum Sozialismus und die Unterdrückung gewerkschaftlicher Bestrebungen der Arbeiterschaft waren Zielsetzungen, die der Bourgeoisie am Herzen lagen, egal welcher Konfession. Deren Vertreter hatten im Weltkrieg gekämpft und an den Folgen der durch den Krieg ausgelösten Inflation gelitten; sie fühlten sich durch die Forderungen des Industrieproletariats und der Landarbeiter bedroht, die dahin zielten, eine Verbesserung ihrer Lage zu erreichen.
Allerdings zählte die Faschistische Partei von Anfang an auch antisemitische Mitglieder in ihren Reihen. Zudem gab es schon in den ersten Jahren des Faschismus gelegentliche antisemitische Ausfälle in der Presse.

### Jüdische Präsenz in Führungsämtern des Faschismus
Mussolinis Regierung gehörten auch jüdische Politiker an, und er berief mehrere Juden in hohe Ämter. Aldo Finzi war sowohl Unterstaatssekretär im Innenministerium als auch Mitglied des „Gran Consiglio“, des höchsten faschistischen Staatsgremiums. Das Parteimitglied Dante Almansi war bis 1938 Vizechef der Polizei. Guido Jung war von 1932 bis 1935 Finanzminister. Der General der faschistischen Miliz Maurizio Rava war Vize-Gouverneur von Libyen und auch Gouverneur von Somalia. Der Rechtsanwalt Renzo Ravenna, ein Freund von Italo Balbo und ehemaliger squadrista, war 15 Jahre lang podestà von Ferrara. Giorgio Del Vecchio, Professor für internationales Recht und Philosophie, wurde 1925 zum ersten faschistischen Rektor der Universität Rom ernannt. Alberto Liuzzi machte Karriere in der faschistischen Miliz. Ein prominenter Journalist war Gino Arias, der Cheftheoretiker des Korporativstaates, der Beiträge für die Tageszeitung Il Popolo d’Italia und das politische Magazin „Gerarchia“ verfasste. Noch im Dezember 1938 saßen im Abgeordnetenhaus vier Parlamentarier und neun Senatoren jüdischen Glaubens. Der Oberrabbiner Roms erteilte dem Duce seinen Segen.

### Juden in der Faschistischen Partei
Aus einer statistischen Erhebung im Jahr 1938 geht hervor, dass von 1922 bis 1938 Italiener jüdischen Glaubens kontinuierlich der faschistischen Partei beitraten. Vor dem „Marsch auf Rom“ gehörten 746 Juden der „Faschistischen Partei“ und der „Nationalistischen Partei“ an, die kurz darauf in diese einging. Zwischen Oktober 1922 und 1938 traten nach und nach von allen Italienern jüdischen Glaubens ab einem Alter von 21 Jahren insgesamt 10.370 der Faschistischen Partei bei, während 22.754 der PNF nicht beitraten.
Nach dem Historiker Michele Sarfatti bestand im Grad der Zustimmung zum Faschismus grundsätzlich kein Unterschied zwischen jüdischen und nicht jüdischen Italienern; gleichwohl seien im Vergleich zum nationalen Durchschnitt weniger Juden der Partei beigetreten. Eine bedeutende Zunahme ist für das Jahr 1933 verzeichnet. Sarfatti führt das auf den Umstand zurück, dass überdurchschnittlich viele Juden im öffentlichen Bereich – Verwaltung, Schule, Universität – tätig waren, einem Bereich, in welchem von den Mitarbeitern seit 1931 erwartet wurde, dass sie einen Treueeid auf das faschistische Regime ablegten. Weitere Gründe sind laut Sarfatti die Erarbeitung und Verabschiedung eines neuen rechtlichen Statuts für die jüdischen Gemeinden in Italien im Jahre 1930 und die öffentliche Distanzierung Mussolinis von Hitlers antijüdischer Kampagne seit 1933, wodurch sich viele in Sicherheit wähnten. So nahmen die Treuegelobnisse gegenüber Italien, Mussolini und dem Regime um ein Vielfaches zu. Auch die Zahl der jüdischen Parteibeitritte nahm zu, und zwar in einem Ausmaß, das sich vom nationalen Durchschnitt nicht mehr unterschied.

### Gesamtbevölkerung Italiens in der PNF
Im Vergleich dazu gehörten Ende 1920 – unabhängig von der Konfession – ca. 20.000 Italiener der Faschistischen Partei an. Ende April 1921 waren es schon fast 100.000, Ende Mai 1921 187.588, Ende 1922 250.000, Ende 1923 782.979 und Ende 1926 937.997. Durch das Obligatorium politischer Treuebekundungen im öffentlichen Bereich (Bildungsbereich, Partei usw.) schwoll die Zahl der Parteimitglieder auf 2,7 Mio. an. Im Jahre 1939 gehörten ca. 22 Mio. Italiener einer faschistischen Organisation an. Der im Jahre 1937 aus den Balilla hervorgegangene Jugendverband Gioventù italiana del littorio (GIL, „Italienische Liktorenjugend“) umfasste mehrere Untergruppen. Die Mitgliedschaft, die zunächst freiwillig war, wurde um 1939 obligatorisch. Die GIL zählte um 1942 knapp 9 Mio. Mitglieder.

## Von der Konsolidierung des Faschismus bis zur Inkrafttretung der antijüdischen Gesetzgebung
Auch in den frühen '30er Jahren unterschied sich die Haltung der jüdischen Minderheit zum Faschismus nicht von jener der übrigen Bevölkerung, selbst dann nicht, als sich eine Annäherung zwischen Faschismus und Nationalsozialismus anbahnte. Wohl gab es immer wieder antisemitische Ausfälle in einigen Medien, die aber das Ausmaß der Exzesse in Nazideutschland nicht erreichten. Hochrechnungen des Deutschen Historischen Instituts in Rom haben ergeben, dass rund 90 Prozent aller italienischen Juden bis 1938 hinter Mussolini standen.

### Universität
Der Anteil jüdischer Professoren am gesamten akademischen Korps blieb bis 1938 überdurchschnittlich hoch. Seit Ende 1931 unterstanden alle ca. 1200 Universitätsdozenten dem Treueschwur auf Mussolini und das faschistische Regime. Susan Zuccotti zufolge waren um 1930 8 % aller Professoren jüdischer Herkunft, d. h. ca. 100 Personen. Lediglich drei von ihnen verweigerten den Treueeid und verloren somit ihren akademischen Lehrauftrag.

### Heer, Marine, Luftwaffe
Die Zahl des jüdischen Militärkaders war bis 1938 durchgehend überdurchschnittlich hoch, im Vergleich zu Ländern, deren jüdischer Bevölkerungsanteil prozentual erheblich größer war als jener Italiens. Am Vorabend des Zweiten Weltkriegs war Italien das Land mit dem höchsten Anteil an jüdischen Generälen und Admiralen (50).
Als am 4. Mai 1938 zu Ehren von Adolf Hitlers Besuch in Rom Militärparaden abgehalten wurden, marschierten im Stechschritt auch jüdische Soldaten und Offiziere mit. Die vorangegangenen Sicherheitsvorkehrungen waren vorwiegend gegen Antifaschisten und ausländische Juden gerichtet gewesen; diese wurden vorübergehend festgenommen und wenige Tage nach der Abreise Hitlers wieder aus der Haft entlassen.

### Die Aufnahme jüdischer Emigranten aus dem Machtbereich der Nationalsozialisten
Zahlreiche jüdische Emigranten fanden im faschistischen Italien Zuflucht vor der Verfolgung im nationalsozialistischen Machtbereich. Noch im Jahr 1938, wenige Monate vor dem Beginn der offiziellen antijüdischen Kampagne, flohen österreichische und deutsche Juden nach Italien. Bis 1938 waren es etwa 4000.

### Antisemitische Tendenzen in der Presse
Beim Grenzübergang Ponte Tresa zwischen der Schweiz und Italien wurden am 11. März 1934 zwei Antifaschisten, Mario Levi und Sion Segre, beim Versuch angehalten, Flugblätter nach Italien zu schmuggeln. Während Levi sich schwimmend in die Schweiz retten konnte, wurde Segre verhaftet. Insgesamt wurden 16 Mitglieder der Bewegung Giustizia e Libertà festgenommen; einige von ihnen, so auch Levi und Segre, waren jüdischer Herkunft. Dieser Vorfall bildete den Auftakt zu einer gegen Juden gerichteten Pressekampagne, wobei „einige Juden“ oder „die Juden“ pauschal als Antifaschisten und „Anti-Italiener“ gebrandmarkt wurden. Auch im Laufe der nächsten Jahre gab es immer wieder Angriffe und Sticheleien in der Presse, die sich vor allem im Misstrauen gegenüber dem Zionismus äußerten. Telesio Interlandi lancierte von seinem Magazin Tevere aus eine antizionistische Polemik. Die antisemitische Stimmung löste sich jedoch rasch auf. Politische Folgen blieben aus; beim Prozess gegen Leone Ginzburg und Sion Segre wurde deren jüdische Herkunft nicht hervorgehoben.
Im Jahre 1934 gründete eine Gruppe jüdischer Faschisten La nostra bandiera, ein patriotisch gesinntes Wochenblatt, das sich gegen den Zionismus wandte und sich zur Treue gegenüber dem Faschismus bekannte.
Mit der allmählichen Annäherung zwischen dem faschistischen Italien und dem NS-Staat 1935–1937 gewann die Beurteilung des Judentums nach rassischen Kriterien sowohl in der faschistischen Partei als auch in der Presse zunehmend an Bedeutung. In diesen Jahren vollzog sich der Übergang zum staatlich gelenkten Antisemitismus und einschlägige Medien widmeten sich ganz dem Rassendiskurs, so z. B. die Tageszeitung Il Tevere und die alle zwei Wochen erscheinende Zeitschrift La difesa della razza, die beide von Telesio Interlandi herausgegeben wurden, ferner die Monatszeitschrift La vita italiana von Giovanni Preziosi und pseudowissenschaftliche Fachzeitschriften, wie z. B. Il problema ebraico von Aniceto Del Massa. Das Regime unterschied zunehmend zwischen „jüdischen Italienern“ (Faschisten) und „italienischen Juden“ (Zionisten und Antifaschisten).

### Äthiopien-Feldzug
Ein Großteil der italienischen Bevölkerung jeglicher Konfession stimmte dem kolonialen Feldzug gegen Äthiopien (Oktober 1935-Mai 1936) zu, der den italienischen König Viktor Emanuel III. am 9. Mai 1936 zum Kaiser von Abessinien machte; begeistert spendeten Millionen Italiener ihre goldenen Trauringe für das Vaterland. Der Jubel der Massen setzte sich aus Faschismus, Nationalismus, Patriotismus, Treue zum Haus Savoia und Konformismus zusammen. So hielt z. B. in der Synagoge von Asmara ein Militärrabbiner eine Ansprache, um „den guten Ausgang der Mission“ zu feiern, die „die Sklaven befreien“ und „die Zivilisation“ bringen würde. Auch die jüdische Presse berichtete begeistert über den Sieg Italiens und die Verkündung des „impero“. Insgesamt nahmen ca. 152 italienische Soldaten jüdischer Konfession am Äthiopien-Feldzug teil; viele von ihnen erhielten Auszeichnungen.

### Spanischer Bürgerkrieg
Wie das nationalsozialistische Deutschland stellte auch das faschistische Italien während des Spanischen Bürgerkriegs den aufständischen Nationalisten unter Francisco Franco ein Militärkontingent unterstützend zur Seite. In diesem Trupp war der „jüdische Anteil bemerkenswert“, als „Zeugnis der Treue zur Heimat und zum Regime“. Neben den Zwangsverpflichteten zogen auch viele jüdische Soldaten freiwillig in den Bürgerkrieg auf der Seite Francos, in unmittelbarer Gegnerschaft zu ihren Glaubensgenossen aus ganz Europa, die in den Internationalen Brigaden für die Spanische Republik kämpften.

### Deutsch-Italienische Annäherung um 1936
In puncto Rassismus verortet Sarfatti die Ursprünge der deutsch-italienischen Annäherung im Jahr 1935, als in Deutschland die Nürnberger Gesetze verabschiedet wurden und Italien den Äthiopien-Feldzug zum Anlass nahm, eine überlegene „Reinheit der italienischen Rasse“ hervorzuheben und diese von anderen abzugrenzen. Angesichts der überschwänglichen Freude der Nation über die neuen, vom siegreichen Feldherrn geschaffenen geopolitischen Verhältnisse in Ostafrika hielt Mussolini den Zeitpunkt für gekommen, dem Faschismus eine rassistische Prägung zu geben. Folgerichtig verfolgte Außenminister Galeazzo Ciano eine konsequente Politik der Annäherung an Nazideutschland.
Trotzdem blieb laut dem Historiker Renzo De Felice das Vertrauensverhältnis zwischen dem faschistischen Regime und den Italienern jüdischen Glaubens selbst im Zeitraum 1935–1937 weitgehend intakt.

## „Arische Rasse“ versus „jüdische Rasse“: Die Ausgrenzung der Juden durch die Einführung antijüdischer Maßnahmen ab 1938 und deren Folgen
Im Gegensatz zur nationalsozialistischen Rassenideologie war der italienische Rassismus eher „politisch-strategisch“ geprägt. Er sollte „in den Augen Mussolinis die entscheidende totalitäre Wende einleiten, um den faschistischen Staat im In- und Ausland zu stärken.“
Obwohl gegenüber dem Ausland sowohl 1936 als auch 1937 antisemitische Absichten stets geleugnet wurden, hatte sich im Herbst 1937 laut Sarfatti der staatlich geförderte Antisemitismus bereits etabliert, besonders im Innenministerium. Aus italienischen Juden wurden allmählich „der jüdischen Rasse zugehörige Bürger“. Was darauf folgte, war die Einbettung von Verfolgungsmaßnahmen in einen eigens dafür geschaffenen rechtlichen Rahmen.

### Rassenmanifest (Juli 1938)
Auf direkte Anweisung von Mussolini selbst wurde ein sogenanntes Manifest der rassistischen Wissenschaftler erarbeitet, welches auf pseudowissenschaftlicher Grundlage den Unterschied zwischen der „italienischen Rasse“ und der „jüdischen Rasse“ hervorheben und so die Nicht-Zugehörigkeit der Juden zur italienischen Nation zementieren sollte. Dieses Manifest war von zehn Wissenschaftlern unterzeichnet.

### Volkszählung (August 1938)
Die Volkszählung vom August 1938 ergab, dass 46.656 Juden in Italien lebten, die einer Gemeinde angehörten oder sich zum Judentum bekannten. Weitere 11.756 gehörten verschiedenen Kategorien an (Mischehen; jüdischer Herkunft, aber nicht einer Gemeinde zugehörig usw.).

### Maßnahmen gegen die ausländischen Juden (September 1938)
Ausländische Juden durften nicht mehr in Italien, Libyen und den Besitzungen in der Ägäis wohnen; sie mussten das Königreich Italien vor dem 12. März 1939 verlassen. Nach dem 1. Januar 1919 eingebürgerten Juden wurde die italienische Staatsbürgerschaft aberkannt.

### Maßnahmen zum „Schutz der Rasse“ im Bildungswesen (September 1938)
Jüdische Schülerinnen und Schüler wurden aus den staatlichen Schulen Italiens ausgeschlossen. Insgesamt 200 Studenten, 1000 Sekundarschüler und 4400 Primarschüler durften ihre Ausbildung nicht fortsetzen und mussten auf eigens geschaffene jüdische Schulen ausweichen.

### Verlust der Arbeitsstelle
Innerhalb weniger Wochen verloren durch die antijüdische Gesetzgebung ca. 200 Lehrkräfte, 400 öffentliche Angestellte, 500 Privatbeschäftigte, 150 Angehörige der Streitkräfte und 2500 Freiberufler ihre Stelle.

### Maßnahmen zum Schutz der „italienischen Rasse“ (November 1938)
Als Jude wurde definiert, wer von einem jüdischen und einem ausländischen Elternteil abstammte, wer von einer jüdischen Mutter und einem unbekannten Vater abstammte und wer sich mit nur einem jüdischen Elternteil zur jüdischen Religion bekannte. Im Gegensatz zu den Nürnberger Rassengesetzen war die Anerkennung von „Mischlingen ersten und zweiten Grades“ nicht vorgesehen; jemand war entweder „arischer Rasse“ oder „jüdischer Rasse“. Zudem wurden Ehen eines „arischen“ und eines „nicht-arischen“ Partners verboten und bereits geschlossene Ehen annulliert. Angehörige der „jüdischen Rasse“ durften ferner keinen Militärdienst mehr leisten, keine Betriebe mehr besitzen, die für die nationale Sicherheit von Bedeutung waren, keine „arischen“ Hausangestellten beschäftigen, weder für eine Bank noch für eine Versicherung tätig sein. Daneben gab es viele weitere Einschränkungen und Verbote.

### Zwangsarbeit
Jüdische Männer im Alter zwischen 18 und 55 Jahren, die von der militärischen Dienstpflicht entbunden worden waren, mussten erniedrigende Zwangsarbeit leisten: In Rom mussten sie etwa die Uferbefestigungen des Tiber reinigen, in Mailand wurden sie in der Landwirtschaft beschäftigt, in Florenz mussten sie Feuchtgebiete trockenlegen.

### Ausnahmen („Discriminazioni“)
Die antijüdischen Normen sahen gleichwohl eine Reihe von Ausnahmen vor. Die Gewährung von Ausnahmen wurde in der Praxis breit und oft uneinheitlich ausgelegt. So konnten einige Kategorien von Betroffenen, z. B. Kriegsversehrte und ihre Familien, Faschisten der ersten Stunde usw., von manchen benachteiligenden Maßnahmen ausgenommen werden, ebenso wenn „besondere Verdienste“ geltend gemacht werden konnten. Insgesamt wurden 8171 Gesuche für 15.339 Personen eingereicht. Nur 2486 Gesuchen (für 6494 Personen) wurde stattgegeben.

## Jüdische Reaktionen auf das Inkrafttreten der Rassengesetze
Die Reaktion der meisten italienischen Juden, besonders jener, die dem faschistischen Staat stets treu gedient hatten, schwankte zwischen Fassungslosigkeit und Niedergeschlagenheit. Für die patriotisch gesinnten Juden, deren Vorfahren dem Risorgimento und dem Aufbau eines liberalen Staates ihre besten Jahre geopfert hatten, bedeutete die rassistische Kehrtwende des Faschismus nicht weniger als die Zurückweisung und Missachtung ihrer jahrelangen Treue und hinterließ ein Gefühl von Verrat und Bitterkeit. Die antijüdischen Maßnahmen des Faschismus gingen, so Giovanni Cecini, weit über die bloße Diskriminierung hinaus; sie waren eindeutig Ausdruck eines Verfolgungswillens, der sich in der Missachtung der Rechte, in der Inhaftierung, Internierung und Zwangsarbeit äußerte, und dies lange vor der deutschen Besetzung Italiens mit der Umsetzung der gegen die Juden gerichteten Vernichtungspläne.

### Gesuche um Anerkennung besonderer Verdienste („Discriminazioni“)
Die Anerkennung besonderer Verdienste und somit die „discriminazione“ wurde 6494 Personen gewährt. Zu den Begünstigten gehörten auch 453 Personen jüdischen Glaubens, deren besondere Verdienste im wirtschaftlichen und sozialen Bereich anerkannt wurden, 328 wegen ihrer führenden Rolle in der faschistischen Partei und in der Miliz, 43 für ihre Förderung faschistischer Aktivitäten und 10 für weitere Verdienste. Auch die Familien von Gefallenen des libyschen Kolonialkrieges, des Ersten Weltkrieges, des Äthiopienfeldzugs und des Spanischen Bürgerkrieges gehörten dazu, ebenso jene, die eine Auszeichnung erhalten hatten, und die Kriegsfreiwilligen eines jeden Krieges.

### Übertritt zum katholischen Glauben
Viele italienische Juden traten zum katholischen Glauben über, um der Diskriminierung zu entgehen und als „Arier“ anerkannt zu werden. Die meisten davon lebten in Mischehen. Laut Zuccotti weigerten sich jedoch Tausende, „ihre Herkunft zu verraten“.

### Emigration
Bis zum 28. Oktober 1941 verließen insgesamt 3966 italienische Juden Italien. Paradoxerweise blieben viele ausländische Juden, die am 12. März 1939 Italien hätten verlassen sollen, im Land, und der Zustrom ausländischer Juden ließ nicht nach, auch nicht nach dem Kriegseintritt Italiens im Juni 1940. Am 28. Oktober 1941 befanden sich ca. 7000 ausländische Juden auf italienischem Staatsgebiet.

### Suizid
Einige von der Ausgrenzung und Demütigung besonders hart getroffene jüdische Offiziere und Generäle, z. B. General Aldo Modena sowie Giorgio Morpurgo und Riccardo Segre, nahmen sich das Leben. Der Verleger Angelo Fortunato Formiggini stürzte sich von einem Turm in den Tod.

### Gesuche um Wiederaufnahme in Heer, Marine und Luftfahrt (1938–1943)
3053 jüdische Offiziere (Heer), 29 Offiziere (Marine) und 82 Offiziere (Luftfahrt) sowie 279 Offiziere der faschistischen Miliz durften keinen Beitrag mehr zur Verteidigung des Vaterlandes leisten und wurden entlassen. Zahlreiche Betroffene richteten Bittbriefe an Mussolini, seine Frau und verschiedene Ministerien; ihre Bemühungen blieben jedoch erfolglos. Noch am Vorabend des Zweiten Weltkriegs und beim Kriegseintritt Italiens im Juni 1940 häuften sich die Gesuche von ehemaligen jüdischen Soldaten, wieder in den Wehrdienst aufgenommen zu werden. Einzelne Gesuche jüdischer Soldaten um Revision ihres „rassischen Status“ wurden noch 1942 eingereicht, ebenso nach dem Sturz des Faschismus am 25. Juli 1943 und während Pietro Badoglios Interregnum vor der deutschen Besetzung Italiens am 8. September 1943.

## Kriegseintritt Italiens und die faschistische Internierungspolitik (Juni 1940–September 1943)
In Erwartung des bevorstehenden Kriegseintritts ließ Mussolini vor allem in Mittel- und Süditalien ca. 50 Internierungslager errichten. Wenige Tage vor der italienischen Kriegserklärung im Juni 1940 bat das Innenministerium alle Präfekte des Reichs um Auskunft, ob sich unter den dort ansässigen italienischen Juden auch potentiell gefährliche „Elemente befanden, die wegen defaitistischer Bemerkungen, Spionagetätigkeit oder ‚auffälligen Lebenswandels‘ in Erscheinung getreten waren“. Diese Kriterien trafen auf ca. 200 Personen zu. 36 davon galten als Antifaschisten, weil sie verbotenen Bewegungen und politischen Parteien angehört hatten, eine antifaschistische Vergangenheit aufwiesen, mit prominenten Antifaschisten im Verbindung standen, Freimaurer oder Zionisten waren oder bereits Opfer polizeilicher Maßnahmen gewesen waren (Verbannung, Haft). Sarfatti zufolge wurden 400 Juden interniert. Die relativ geringe Anzahl jüdischer Italiener, die 1940 interniert wurden, ist laut Zuccotti womöglich darauf zurückzuführen, dass die meisten aktiven Antifaschisten längst verhaftet worden waren oder das Land verlassen hatten.
Die Zahl der internierten jüdischen Ausländer war sehr viel größer. Eine Gesetzesverordnung vom 4. September 1940 verfügte die Internierung aller „feindlichen Ausländer“. Obwohl Italien eine rassistische Politik verfolgte, wurden die ausländischen Juden nicht primär wegen ihrer Glaubenszugehörigkeit interniert, sondern weil sie als mutmaßliche Gegner des Achsenbündnisses galten.

## Juden Italiens und nationalsozialistische Besatzungspolitik (September 1943-April 1945)
Der Sturz des Faschismus und die Absetzung Mussolinis am 25. Juli 1943 änderten nichts an der Lage der Juden in Italien. Die antijüdischen Gesetze blieben in Kraft. „Die Entscheidung der postfaschistischen Regierung, während der 45 Tage ihres Bestehens die antijüdischen Bestimmungen unverändert zu belassen […] war leichtsinnig und verantwortungslos; so liegt es auch auf der Hand, dass der Zugriff auf die seit 1938 laufend ergänzte umfassende jüdische Datenerhebung den ehemaligen deutschen Verbündeten im Hinblick auf den Vollzug der ‚Endlösung der Judenfrage‘ in Italien in die Hände spielte“, womit der Regierung Badoglio eine Mitschuld zugewiesen werden kann. Nach der deutschen Besetzung Italiens am 8. September 1943 wurden bis Ende des Krieges insgesamt ca. 8000 italienische und ausländische Juden aus Italien ins KZ Auschwitz-Birkenau deportiert, davon über tausend im Oktober 1943 allein aus Rom. Liliana Picciotto konnte nachweisen, dass die Opfer ca. je zur Hälfte von Deutschen und von Italienern verhaftet wurden.

## Juden im Antifaschismus und in der Resistenza

### Juden im Antifaschismus (1922–1943)
Laut De Felice blieb die – aktive oder passive – Gegnerschaft zum Faschismus im Judentum bescheiden, nicht anders als im übrigen Bürgertum Italiens. Gleichwohl gab es eine Reihe von politisch aktiven Intellektuellen jüdischer Abstammung, die sich schon früh gegen den Faschismus wandten und politisch wie publizistisch tätig waren. Dazu gehören z. B. Claudio Treves, Giuseppe Emanuele Modigliani, Fabio Luzzatto, Gustavo Sacerdote, Ugo Guido Mondolfo, Carlo Rosselli und Enrico Sereni, die dem Sozialismus nahe standen. Mitunterzeichner von Benedetto Croces „Manifest italienischer Intellektueller gegen den Faschismus“ waren unter anderem Giorgio Levi Della Vida, Mario Falco, Ludovico Limentani, Vito Volterra, Riccardo Bachi, Giorgio Errera und Giuseppe Levi. Carlo Rosselli, den Gründer der antifaschistischen Bewegung Giustizia e Libertà, sahen faschistische Regierungs- und Militärkreise als so gefährlich an, dass sie ihn von Angehörigen der rechtsextremen Cagoule im Juni 1937 in Frankreich gemeinsam mit seinem Bruder Nello ermorden ließen. Andere militante Antifaschisten waren längst verbannt worden oder saßen langjährige Haftstrafen ab. Zu diesen gehören z. B. Vittorio Foa, Sion Segre, Leone Ginzburg und Umberto Terracini. Wiederum andere waren schon früh in die Emigration und ins Exil getrieben worden, wie z. B. Carlo Rosselli, Nello Rosselli, Giuseppe Emanuele Modigliani und Claudio Treves. In Spanien kämpften für die Spanische Republik unter anderem Carlo Rosselli und Leo Valiani.

### Juden in der Resistenza (September 1943-April 1945)
Cecini zufolge engagierten sich ca. 2000 Juden ab September 1943 im Kampf gegen die deutschen Besatzer und ihre italienischen Kollaborateure. Sieben davon wurden mit einer Tapferkeitsmedaille in Gold ausgezeichnet.

## Aufarbeitung des Faschismus in der Nachkriegszeit
Durch die Zäsur vom Juli–September 1943 – der Sturz des Faschismus, die kurzlebige Regierung unter Führung von Badoglio, die Loslösung vom Bündnis mit dem Deutschen Reich, der Waffenstillstand mit den Alliierten und die darauffolgende Besetzung Italiens durch die deutsche Wehrmacht – vollzog sich in der Selbstwahrnehmung Italiens der Wandel von der diktatorisch geführten Kolonial- und Besatzungsmacht, die anderen Ländern als Vorbild gedient, Andersdenkende verfolgt, auf der Seite Hitlers die demokratische Ordnung Europas zu stürzen versucht und in den besetzten Ländern des Balkans Kriegsverbrechen verübt hatte, hin zum Opferland, das sich in der Resistenza, im geschlossenen Widerstand der Zivilbevölkerung gegen die deutschen Besatzer zusammengeschlossen und dabei tragische Verluste erlitten hatte. Dabei waren sich die Interessen antifaschistischer Kreise und jene der nostalgischen Rechten nicht unähnlich: die Glorifizierung der Resistenza als Kampf gegen den deutschen Besatzer hier, die Schaffung größtmöglicher Distanz zwischen dem vermeintlich gutmütigen Mussolini und dem finsteren Hitler dort.
Während Deutschland sich seit den sechziger Jahren nach und nach der eigenen Vergangenheit gestellt hat, ist in Italien eine umfassende und selbstkritische kollektive Auseinandersetzung mit dem Wesen und der Politik des Faschismus bis heute ausgeblieben. Unmittelbar nach Ende des Krieges legten die Amnestie für alle faschistischen Delikte im Jahre 1946, die Weigerung, die ca. 1200 mutmaßlichen italienischen Kriegsverbrecher an Jugoslawien und andere Länder auszuliefern, der aufkommende Kalte Krieg und die Verherrlichung der Resistenza in der italienischen Republik der Nachkriegszeit den Nährboden für den sich in den folgenden Jahren herausbildenden und konsolidierenden Brava-Gente-Mythos. Nachdem die Resistenza zum dominanten Merkmal des öffentlichen politisch-historischen Diskurses der Nachkriegszeit geworden war, geriet die weitverbreitete Zustimmung zum Faschismus zwischen 1922 und 1943 (und ebenso der militante Antifaschismus einer sehr kleinen Minderheit) in den Hintergrund. Sogar die jüdische Bevölkerung Italiens fügte ihre Erfahrungen in das Narrativ eines anständigen Italiens ein und trug es teilweise mit.
Der Preis für die Wiederaufnahme in die europäische Nachkriegsordnung war hoch; die historische Erinnerung hat unter der öffentlichen und privaten Verdrängungshaltung gelitten. Das gilt für die jüdischen wie für die nicht-jüdischen Italiener. Für die Italiener jüdischen Glaubens gab es einen weiteren Grund für dieses „Vergessen wollen“, nämlich die schmerzhafte Einsicht, dass eine Diktatur, „die man nicht bekämpft hatte, auf einmal den Spieß umgedreht und loyalen Bürgern von Jahr zu Jahr das Leben immer mehr zur Hölle gemacht hatte.“